# G.C.A. Junge

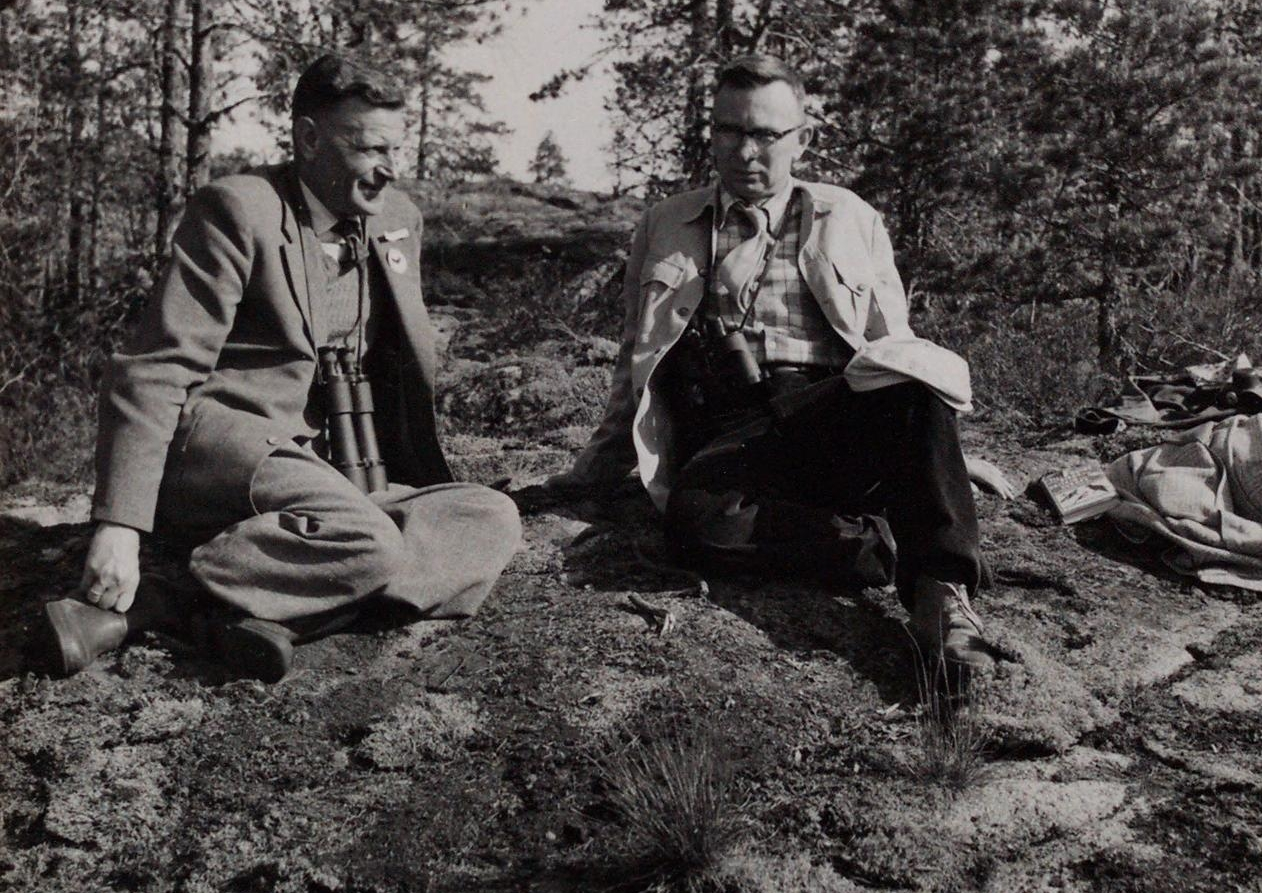
George Junge (links) met Dean Amadon in 1958.

George Christoffel Alexander Junge (Haarlem, 7 augustus 1905 – 3 februari 1962) was een Nederlands ornitholoog die gespecialiseerd was in de avifauna van Zuidoost-Azië, in het bijzonder Indonesië en Nieuw-Guinea.
Junge werd geboren in Haarlem en volgde een studie zoölogie aan de Universiteit van Amsterdam die hij afrondde in 1934. Hij studeerde systematiek van vogels bij L.F. de Beaufort. Van 1934 tot 1962 was hij hoofd van de afdeling ornithologie van het Rijksmuseum van Natuurlijke Historie in Leiden, waar hij opvolger was van E.D. van Oort.
Zijn systematische vogelstudies betroffen  behalve Indonesische eilanden als Simalur en Enggano, ook Thailand, Suriname en Trinidad and Tobago. Hij publiceerde zijn bevindingen in de series Nova Guinea en Zoologische Verhandelingen.
Naast het biosystematisch onderzoek verrichtte Junge trekvogelonderzoek, waarover hij vaak samen met Gerrit A. Brouwer publiceerde.
Junge vervulde verscheidene nationale en internationale functies. Zo was hij redacteur van Ardea, bestuurslid van de Nederlandsche Ornithologische Vereeniging en lid van de Nederlandse sectie van de International Council for Bird Protection.

## Bron
- Voous, K.H. (1995). In de ban van vogels. Utrecht: Scheffers.

- Gemeinsame Normdatei: 126544425
- International Standard Name Identifier: 0000 0001 1786 1286
- Library of Congress Control Number: no95002326
- Nederlandse Thesaurus van Auteursnamen: 13947630X
- Système universitaire de documentation: 180615076
- Virtual International Authority File: 164126508
- WorldCat: E39PBJd87DqMhrcyyFP6MFy8G3